# Jim Crawford
James "Jim" Crawford, född 13 februari 1948 i Dunfermline i Skottland, död 6 augusti 2002 i Tierra Verde i Florida, var en brittisk racerförare.

## Racingkarriär
Crawford började tävla i Formel Ford hemma i Skottland men bristen på pengar tvingade honom att sluta och istället börja arbeta som mekaniker. Han reste till i England där han bland annat jobbade för SDC Racing. Crawford byggde då en March 73B av reservdelar, i vilken han vann en Formel Atlantic-titel. Det resultatet gav honom en förarplats i Chevrons Formel Atlantic-stall och han slutade sammanlagt tvåa i serien 1975. 
Crawford blev sedan testförare för formel 1-stallet Lotus och fick dessutom chansen att köra istället för Jacky Ickx, som hade fått nog och sagt upp sig. Han debuterade i Storbritannien 1975 där han fick köra tillsammans med svensken Ronnie Peterson. Crawford kämpade men han ersattes i de följande loppen av John Watson och Brian Henton.  Crawford återkom dock i Italien 1975, men trots sina ansträngningar fick han sparken och därmed var hans formel 1-karriär slut.
Efter att ha fortsatt köra i Formel Atlantic och senare i formel 2 flyttade Crawford till USA 1982 för att tävla i CanAm. Han slutade tvåa i serien 1983 och upprepade bedriften 1984. Han försökte kvalificera sig till Indianapolis 500 samma år men lyckades inte. Året efter bytte han team och körde sedan bara Indianapolis 500. Crawford var iblandad i en svår olycka på Indianapolis Motor Speedway 1987 och ådrogs sig då allvarliga benskador men han kom tillbaka året efter och slutade då sexa i loppet, vilket var hans bästa placering. Han lade av racingen efter att ha misslyckats kvalificera sig till Indianapolis 500-loppen 1994 och 1995. 
Crawford flyttade sedan till Florida och arbetade som kapten på en fiskebåt. Han dog där 2002, endast 54 år gammal.

## F1-karriär
| Säsong | Stall/Tillverkare | Poäng | Placering |
| ------ | ----------------- | ----- | --------- |
| 1975   | Lotus-Ford        | 0     | –         |